# Mario Puccini
Pour les articles homonymes, voir Puccini (homonymie).
Pour Mario Puccini, voir Mario Puccini (peintre).
Mario Puccini (né le 29 juillet 1887 à Senigallia et mort le 5 décembre 1957  à Rome) est un écrivain italien.

## Biographie
(mars 2017).
Si vous disposez d'ouvrages ou d'articles de référence ou si vous connaissez des sites web de qualité traitant du thème abordé ici, merci de compléter l'article en donnant les références utiles à sa vérifiabilité et en les liant à la section « Notes et références ».
Originaire de la Province d'Ancône, Mario Puccini aurait connu une enfance difficile, sur laquelle il revient dans certains de ses romans d'inspiration autobiographique.
Il commence sa carrière en 1908, en publiant quelques recueils de nouvelles à Naples et à Bologne, et il fut un contributeur régulier à de nombreux périodiques internationaux comme la Revue bleue (Paris), la Revue de Genève, La Esphera (Madrid), The Yale Review (New York), etc.
Après avoir été mobilisé durant la Première Guerre mondiale, il commence à publier de façon régulière.
Il se fait connaître en collaborant à la revue florentine La Voce (périodique) (it) (ou La Voce (magazine) (en)) où il rompt non sans polémique avec l'esthétique d'un D'Annunzio, une ligne alors dominante défendue par Giovanni Verga, et se tourne vers la fiction russe qu'il prend pour modèle. Ses écrits les plus célèbres restent Viva l'anarchia, publié en 1921 à Florence, et Cola, o ritratto di un italiano (1927) qui connût les affres de la censure mussolinienne.
Puccini fut un remarquable hispanisant, il traduisit et commenta l’œuvre de Vicente Blasco Ibanez et de Miguel de Unamuno, mais aussi le sudaméricain Rufino Blanco Fombona. Durant les années 1920-30, il publia plusieurs écrits en italien mais seulement édités en Espagne, de façon à contourner la censure, notamment chez Editorial Sampere à Valence, maison spécialisée dans les auteurs anarchistes et socialistes.
Dans les années 1970, Vasco Pratolini écrit qu'il « est l'un des maîtres de la littérature italienne à qui l'on doit rendre justice ».
Puccini fut le scénariste de La prigione (it), réalisé en 1944 par Ferruccio Cerio.

## Écrits publiés en français
- « Comment fut retrouvé Giovanni Verga » in La Renaissance d'Occident, 1924.
- Quatre-vingt dix ans, coll. « Carnets littéraires », Paris, Kra, 1927.
- « Luigi Pirandello » in La Revue nouvelle, avril 1929.
- Cola s'en va-t-en guerre : Cola ou l'Italien, Paris, Fayard, 1932.
- Lettres d'Italie : Valery Larbaud, Mario Puccini & Milan Begović, dossier établi par Jean Joinet, Paris, Éditions des Cendres, 2001.